# آکتیوبه (آستراخان)
آکتیوبه (به لاتین: Aktyube) یک منطقهٔ مسکونی در روسیه است که در استان آستراخان واقع شده‌است.